# .mg
‎.mg‏ دامنه اینترنتی اختصاص داده شده به ماداگاسکار است.